# 沙伊布斯县

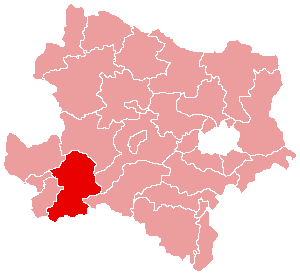
沙伊布斯县在下奥地利州的位置

沙伊布斯县（德語：Bezirk Scheibbs）是奥地利下奥地利州所辖的一个县。总面积1023.5平方公里，总人口41329，人口密度40人/平方公里（2001年）。行政中心位于沙伊布斯。

## 行政区域
沙伊布斯县辖有18个市镇。